# بيلي ارمسترونغ
بيلي ارمسترونغ (بالإنجليزية:Billy Armstrong) (مواليد 14 يناير 1891 - وفيات 1 مارس 1924). ممثل سينمائي بريطاني . ولد بيلي ارمسترونغ في 14 يناير 1891 في بريستول، إنجلترا. وكان ارمسترونغ ممثل منتظم في أفلام تشارلي تشابلن وغيرهم. توفي أرمسترونغ من مرض السل في 1 مارس 1924 في صن لاند، كاليفورنيا.

## روابط خارجية
- بيلي ارمسترونغ على موقع IMDb (الإنجليزية)
- بيلي ارمسترونغ على موقع أول موفي (الإنجليزية)
- بيلي ارمسترونغ على موقع قاعدة بيانات الفيلم (الإنجليزية)